# San Pablo Tacachico
San Pablo Tacachico é um município localizado no departamento de La Libertad, em El Salvador. Sua população estimada em 2013 era de 21 915 habitantes.

## Transporte
O município de San Pablo Tacachico é servido pela seguinte rodovia:
- LIB-31, que liga a cidade de Opico ao município
- LIB-28, que liga a cidade ao município de Quezaltepeque
- SAN-15 (LIB-30) (SAL-29), que liga a cidade de Santa Ana (Departamento de Santa Ana) ao município de Aguilares (Departamento de San Salvador)
- LIB-15, (CHA-21) que liga a cidade de Nueva Concepción (Departamento de Chalatenango) ao município
- LIB-25, LIB-27, LIB-24, que ligam vários cantões do município [2]